# Засекин, Александр Фёдорович
Князь Александр Фёдорович Засекин (ум. 1611) — московский дворянин, голова, воевода, окольничий Русского Царства во времена правления Ивана IV Васильевича Грозного, Фёдора Ивановича, Бориса Годунова и Смутное время.
Из княжеского рода Засекиных. Средний сын князя Фёдора Давыдовича Засекина Большого. Имел братьев, князей: в 1581-1582 годах осадный голова в Новосиле Василий Фёдорович и Иван Фёдорович,

## Биография
В 1583 году второй воевода Сторожевого полка украинных войск. В 1584 году воевода в Пронске, оттуда убыл по крымским вестям сходным воеводою в сторожевом полку с воеводой князем Андреем Ивановичем Хворостининым на берег Оки.
В октябре 1585 года, воевода в Пронске, в ноябре в случае прихода воинских людей (по ногайским вестям), на Рязани должны были быть в сходе боярин князь Дмитрий Иванович Хворостинин и князь Засекин в Сторожевом полку. Последний писал к государю, что велено ему быть по росписи в большом полку в других (то есть вторым воеводой), а Ефиму Бутурлину в передовом полку, а князю Семёну Звенигородскому в сторожевом полку в первых, да на Туле в других велено быть князю Никите Тюфякину, — и ему «меньше их быти не мочно».
По этому поводу в государевом указе князю Засекину писалось:
«… он то бредит, воеводство ему первое, и он не ведает, с кем местничается, а передового и сторожевого полку первым воеводам до большого полку другого воеводы дела нет; а князь Никита Тюфякин на Туле в других, и ему до него какое дело; и велено быть по росписи и списки взять, а не возмет, и ему быть в опале».
В феврале 1586 года воевода в Рязани, в мае послан по нагайским вестям вторым воеводою Большого полка на Мещеру, а с июля вновь воевода в Пронске и указано ему если крымцы пойдут на Мещерские, Рязанские, Болховские, Белёвские места или к берегу Оки, быть против них с бояриным Хворостиным. В 1587 году воевода в Пронске, а по сходу с украинными воеводами велено ему быть воеводою в Большом полку с князем Буйносовым. В 1588 году князь А. Засекин стоял 2-м воеводой сторожевого полка в Одоеве и искал своего «отечества» на князе Василии Щербатом.
В 1589 году ходил по "свиским вестем" (шведским) сперва 2-м воеводой полка левой руки, а потом Сторожевого полка, в Новгород Великий и он бил челом на второго воеводу передового полка Михаила Глебовича Салтыкова и на второго воеводу сторожевого полка князя Василия Михайловича Лобанова.
В 1590 году воевода в Ряжске, а после взятия Яма в ходе Русско-шведской войны (1590—1595) он был отставлен от воеводства в передовом полку, но в том же году был снова вторым воеводою в передовом полку в Великом Новгороде. В большом полку вторым воеводой в то время был Михаил Михайлович Салтыков, и князь Александр Засекин бил на него челом.
В 1591 году, в ожидании прихода под Москву крымского хана, царь Феодор Иоаннович велел стать полкам на реке Пахре. В большом полку с князем Иваном Фёдоровичем Мстиславским головами были: князь А. Ф. Засекин и два князя Звенигородских. В том же году зимою, по вестям от немецкой украйны, ходили в передовом полку: князь Ф. А. Ноготков и князь Засекин. Затем, когда стояли в Новгороде Великом, первым воеводой передового полка вместо князя Ноготкова назначен был окольничий Михаил Глебович Салтыков; в сторожевом же полку были: князь Григорий Петрович Ромодановский и князь Михаил Михайлович Путятин. Князь Засекин бил челом государю на Салтыкова и на князя Ромодановского в «отечестве» о счете; по этому поводу был суд. За обращение в бегство крымского хана пожалован золотым, шубой в тридцать пять рублей и серебряным ковшом и после послан в Тулу воеводою Передового полка, впоследствии отправлен с полком и стоял от "немецкой украины".
В 1592 году воевода Передового полка в Михайлове, откуда отправлен в Большой полк товарищем Больших воевод. В этом же году в походе к Копорью и на Наровском устье сперва первый воевода в Сторожевом полку, а потом второй воевода в Большом полку и ходил с казаками воеводой в Ертаульном полку. По завершении похода в Тёсове второй воевода Сторожевого полка, откуда ходил по морю на шведов первым воеводою Большого полка, потом в Новгороде второй воевода Передового полка. 5 декабря 1592 года царь велел разрядному дьяку Сапуну Аврамову сказать воеводам быть по полкам. В большом полку одному из трех, кого государь изволит, — князю Ивану Туренину, князю Михаилу Кашину, или Ждану Сабурову; вторым воеводой назначен был князь Засекин, тогда же местничал с 1-м воеводой М.Г. Салтыковым. В 1593 году начальник над донскими, волгскими и яикскими казаками в Передовом полку против шведов, а потом второй воевода Сторожевого полка, и отправлен в том же чине на берег Оки. В 1594 году воевода в Михайлове, а оттуда с войском отправлен сходным воеводою в Передовом полку. В 1597 году третий осадный воевода в Терках.
В 1598 году князь Александр Фёдорович Засекин подписал грамоту утвержденную об избрании царем Бориса Годунова. В 1599 году первый объездчик в Москве в деревянном городе.
В 1600 году от персидского шаха Аббаса был в Москве посол Перхулы-Бек. В сентябре с ним в числе других лиц отправился в Персию первым послом и Засекин в чине наместника Шацкого; им была дана грамота, которою они должны были руководствоваться при заключении союза. В ней было сказано:
«Быть Царю и Шаху на всех недругов заодин; послам и купцам ездить свободно из России в Персию, из Персии в Россию; не вводить новых торговых пошлин и проч.»
Царь Борис и царевич Феодор послали в дар Аббасу скарлатные однорядки с кружевом, несколько кречетов, соболей, чернобурых лисиц, 7 костей рыбьего зубу, панцирь, 2 самопала, порошницу немецкую с наводом, боевые часы да, по желанию шахову, медведя-гонца, двух собак борзых и двух меделенских (миланских), 200 ведер вина (из Казани), два куба винные с трубами, крышками и таганами.
В наставлении же князю Засекину сказаноследующее:
«Будет Шаховы ближние люди учнут говорити что о Шевкале и о Косийском городе … и князю Александру с товарищи говорити: Великий Государь наш для любви брата своего, Шахова Величества, город с Койсы снести велит; а Аббас-Шахово б Величество к Шевкалу послал, чтоб он исправился, прежние свои неправды покрыл правдою и в винах своих добил челом Великому Государю нашему, и был бы со всею землею в жалованье у Его Царского Величества крепко и неподвижно… А нечто по грехом принесет вас под Турской город под Дербент, или на море вас возмут Турские люди, и вы наказ и грамоты, изготовя тайно, с каменем вкиньте в воду».
Посольство это возвратилось в 1603 году, за что от царя Бориса Годунова получил чин окольничего (1603).
В 1605 году присягнул г. Отрепьеву, и когда Лжедмитрий I велел быть у себя царю Симеону Бекбулатовичу, на первой встрече с самозванцем были: окольничий Михаил Борисович Шеин и князь Засекин. В том же году князь Засекин был воеводой в Торопце. В 1606 году восьмой советник в Меньшом Совете.
Стремясь создать послушную Думу, царь Василий Шуйский удалил из Москвы многих лиц, выдвинувшихся при Лжедмитрии I, князь Засекин был отправлен на воеводство в Торопец (весна 1607).
В июне 1609 года он состоял наместником Псковским; вместе с псковичами князь Засекин писал Дерптскому державцу Бормовскому, прося прислать вспомогательное наемное войско для нападения на Великий Новгород, отложившийся от Самозванца. Василий Иванович Шуйский и новгородцы названы в этой грамоте «государевыми изменниками».
Осенью 1610 года, как видно из письма Фёдора Андронова литовскому канцлеру Льву Сапеге, князь Засекин, бывший одно время сторонником польского королевича Владислава, ушел от гетмана Жолкевского и пристал к Заруцкому.
В 1611 году князь Засекин был одним из членов Боярской Думы и вместе с князем Андреем Васильевичем Голицыным и князем Иваном Михайловичем Воротынским (тоже членами Думы) не скрывал своего единомыслия с патриархом Гермогеном. Все они были отданы «за приставов», то есть под стражу.
Умер в 1611 году.

## Семья
Жена - княгиня Ксения Ивановна, тетка думного дьяка Ивана Тарасьевича Грамотина. Имел единственного сына:
- Князь Засекин Иван Александрович — о нём никаких данных нет.

## Критика
В Славянской энциклопедии В.В. Богуславкого князь Андрей Фёдорович показан сыном князя Ф.И. Жирового-Засекина и бездетным, а также старшим сыном из 5 сыновей. В Российской родословной книге П.В. Долгорукова он показан средним сыном Фёдора Давыдовича Засекина Большого, и имел двух братьев, что подтверждается поколенной росписью поданной в 1682 году в Палату родословных дел в родословной книге из собрания М.А. Оболенского.
В.В. Богуславский показывает пожалование окольничим в 1603 году, в родословной книге М.Г. Спиридова отражена дата пожалования — 1606 год. В Русском биографическом словаре А.А. Половцева и у Василия Николаевича Берх пожалование в окольничие вообще отсутствует.